# تیلاپیای هانتر
تیلاپیای هانتر (نام علمی: Oreochromis hunteri) نام یک گونه از تبار سیکلیدهای تیلاپیایی است.